# Georg Baumgarten
Ernst Georg August Baumgarten (Johanngeorgenstadt, 21 gennaio 1837 – Colditz, 23 giugno 1884) è stato un pioniere dell'aviazione tedesco.

## Biografia

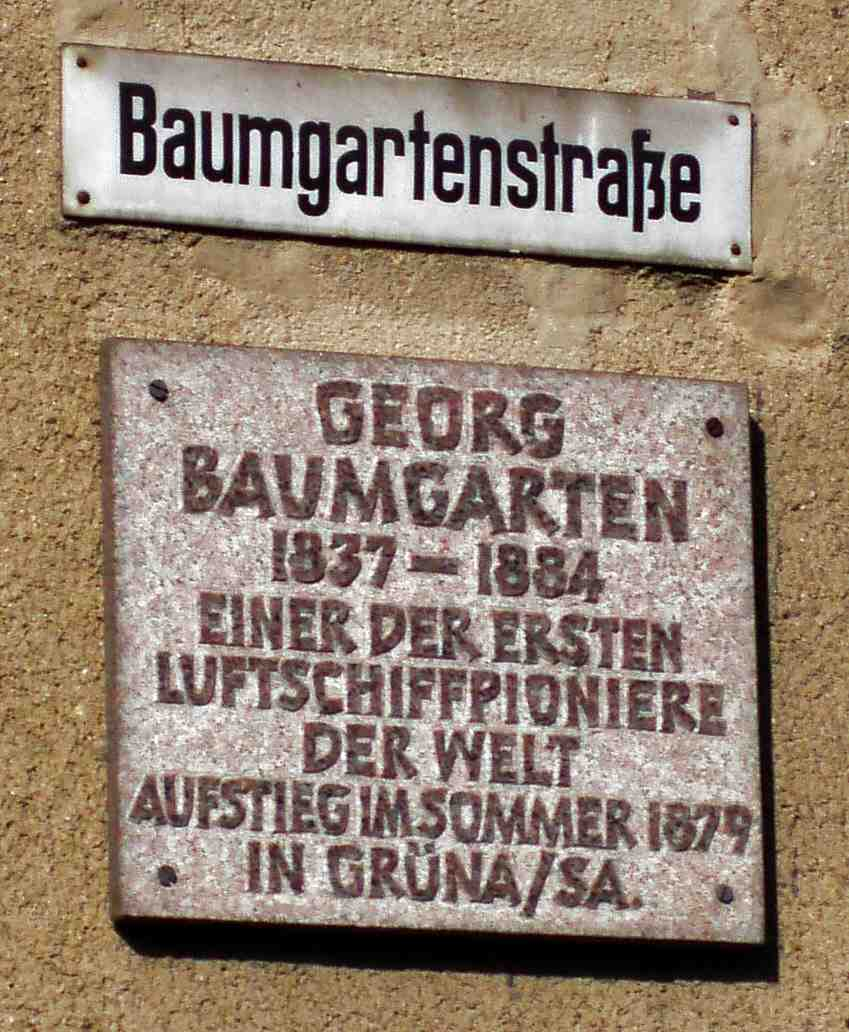
Baumgartenstraße, Grüna

Baumgarten era figlio dell'ispettore delle tasse August Baumgarten e della sua consorte Aselheide Schaarschmift. Dal 1857 al 1859 studiò presso l'università di Tharandt, specializzandosi in scienze forestali. Dopo la laurea lavorò come guardia forestale fino al 1866 a Böhringen; poi a Pleißa. Nel 1871 si trasferì a Grüna, in quanto promosso a Guardia Superiore del Regno di Sassonia. In quell'anno creò il suo primo modello di pallone dirigibile: un "sigaro", costituito da una struttura in legno lunga circa un metro, al cui interno aveva posizionato dei comuni palloncini per bambini.
Baumgarten continuò i suoi esperimenti costruendo altri piccoli dirigibili senza pilota, con propulsione a molla. Il 31 luglio 1879 inaugurò il suo primo dirigibile con equipaggio, a propulsione muscolare, che raggiunse la quota di 25 metri. Insieme all'editore di Lipsia Friedrich Hermann Wölfert costruì a Dresda un dirigibile lungo 26 metri, con tre gondole ed eliche alimentate a manovella. Nel 1881 i suoi superiori gli vietarono di continuare i suoi esperimenti. Baumgarten, tuttavia continuò in segreto. Scoperto, fu licenziato nel 1882.
Morì di tubercolosi nel 1884 presso l'ospedale mentale statale di Colditz; ormai era un uomo distrutto. Baumgarten registrò in totale 12 brevetti per le sue invenzioni. Nel suo libro  Das lenkbare Flügelschiff, ha spiegato la sua filosofia di design.